# Orbitalna elektrana
Koncept svemirske solarne elektrane temelji se na prikupljanju sunčeve energije koja se bežično prenosi na Zemlju. Ideja je vrlo privlačna jer bi ona bila čist i nepresušan izvor energije 24 sata na dan. Količina Sunčeve energije koja se može prikupiti foto ćelijama u svemiru znatno je veća od one koja se može dobiti na površini Zemlje, jer Sunčeve zrake ondje ne blokiraju ni oblaci ni atmosferski plinovi.
Različiti prijedlozi orbitalnih elektrana istraživani su još od ranih sedamdesetih godina, ali nijedan nije bio ekonomski održiv sa sadašnjom infrastrukturom za lansiranje u svemir. Jednostavni sistem s gigavatnim rasponom mikrovalova, u usporedbi s velikim komercijalnim elektranama, zahtijevao bi lansiranje 80.000 tona materijala u orbitu, čime bi trošak energije takvog sustava bio znatno skuplji od današnje obnovljive energije. Neki stručnjaci nagađaju kako bi se to moglo promijeniti u budućnosti ako bi se razvila industrijska baza u svemiru koja bi mogla proizvoditi solarne satelite od asteroidnog materijala ili ako bi se razvile potpuno nove tehnologije za lansiranje u svemir, drugačije od današnje raketne tehnike.
Osim troškova instaliranja takvog sustava, također nameće se još nekoliko tehnoloških prepreka, uključujući problem prijenosa energije iz orbite na Zemljinu površinu. Budući da žice koje bi se protezale od Zemljine površine do satelita u orbiti nisu ni praktične ni izvedive s današnjom tehnologijom, konstruiranje orbitalne elektrane uglavnom uključuje upotrebu nekog načina bežičnog prijenosa, kao i problem zemljišta za potrebne antenske stanice za primanje energije na Zemljinoj površini. Sustav prikupljanja bi pretvarao sunčevu energiju u električnu energiju direktno na ploči, zatim napajao mikrovalni odašiljač ili laserski odašiljač i prenosio energiju kolektoru na površini Zemlje. Suprotno prikazima orbitalnih elektrana u popularnim romanima i videoigrama, većina projekata predviđa gustoću snopa zračenja koja nije štetna kada bi ljudska bića bila nehotice izložena, ako bi snop odašiljača skrenuo sa svoje putanje. Ipak velika većina prijemnih antena i bi dalje zahtijevala velike površine zemlje kraj krajnjih korisnika. Životni vijek kolektora u orbiti suočava se s izazovima dugotrajne izloženosti zračenju i oštećenjima od mikrometeora, također bi mogao biti problem za ovaj tip elektrane.

## Povijest
Godine 1941. pisac znanstvene fantastike Isaac Asimov objavio je kratku priču znanstvene fantastike "Razlog" u kojem svemirska stanica prenosi energiju prikupljenu od Sunca na različite planete koristeći mikrovalne zrake. Godine 1973. Peter Glaser dobio je američki patent broj 3,781,647 za metodu prijenosa snage na velike udaljenosti pomoću mikrovalova s vrlo velike antene (do jednog četvornog kilometra) na mnogo veći satelit na tlu. Glaser je tada bio potpredsjednik Arthur D. Little, Inc.  
NASA je potpisala ugovor s ADL-om da vodi još četiri tvrtke u širem istraživanju 1974. godine. Otkrili su da, iako je koncept imao nekoliko glavnih problema (trošak stavljanja potrebnih materijali u orbiti i nedostatak iskustva na projektima ovakve vrste u svemiru), pokazalo se dovoljno obećavajuće da zaslužuje daljnje istraživanje. 
Između 1978. i 1986. godine Kongres je odobrio Odjelu za energiju i NASA-i da zajedno istražuju koncept. Organizirali su Program razvoja i evaluacije koncepta satelitskih elektroenergetskih sustava.  Studija je i dalje najveća izvedba do sada (proračun 50 milijuna dolara).

## Izazovi[5]

### Potencijal
Koncept orbitalne elektrane je atraktivan jer svemir ima nekoliko glavnih prednosti nad Zemljinom površinom za prikupljanje solarne energije:
- nema izmjene dana i noći u svemiru
- Kolektori bi primali mnogo intenzivnije sunčevo zračenje jer nema prepreka poput atmosferskih plinova ,oblaka ,prašine i drugih vremenskih događaja. Stoga, intenzitet u orbiti iznosi oko 144% maksimalnog intenziteta postizivog na površini Zemlje.
- Satelit može biti osvijetljen preko 99% vremena i biti u Zemljinoj sjeni maksimalno samo 72 minuta po noći na proljetni i jesenski ekvinocij. Orbitirajući sateliti mogu biti izloženi visokom stupnju sunčevog zračenja, 24 sata na dan, dok solarne ploče površine Zemlje trenutno prikupljaju snagu u prosjeku za 29% dana.
- Snaga se može relativno brzo preusmjeriti izravno na područja koja ga najviše trebaju. Prikupljajući satelit može izravno usmjeriti snagu na zahtjev na različite površinske lokacije.

- Vrlo velike primjene, pogotovo na nižim nadmorskim visinama, može potencijalno smanjiti ulazno sunčevo zračenje na površinu Zemlje. To bi bilo poželjno za suzbijanje posljedica globalnog zatopljenja .

### Nedostaci
Koncept orbitalne elektrane također ima niz problema:
- Velike troškove lansiranja satelita u svemir
- Održavanje solarnih ćelija na Zemlji relativno je jednostavno, ali izgradnja i održavanje solarne ploče u svemiru obično se obavljaju telerobotski. Druga mogućnost su astronauti koji bi radili u geosinkronoj orbiti Zemlje i bili izloženi  neprihvatljivo visokoj opasnosti od zračenja i riziku, a troškovi bi bili oko tisuću puta veći nego isti zadatak koji se obavlja telerobotski.
- Svemirska okolina je neprijateljska; ćelije pate oko 8 puta više od degradacije koje bi imale na Zemlji
- Svemirske krhotine su glavna opasnost za velike objekte u svemiru
- Frekvencija emitiranja mikrovalne dolazne veze (ako se koristi) zahtijevala bi izolaciju sustava daleko od drugih satelita,a prostor Zemljine orbite je već dobro iskorišten
- Veličina i trošak prijemne postaje na tlu.
- Gubici energije tijekom nekoliko faza pretvorbe od fotona do elektrona do fotona natrag na elektrone.[6]

## Dizajn
Solarna energija temeljena na prostoru sastoji se u od tri elementa:  
1. kolektori solarne energije u svemiru s reflektorima
2. bežični prijenos energije na Zemlju putem mikrovalova ili lasera
3. primanje snage na Zemlji putem mikrovalne antene[7]

Dio elektrane koji je u svemiru neće se morati odupirati gravitaciji (osim relativno slabih plimnih naprezanja). Ne treba nikakva zaštita od zemaljskog vjetra ili vremena, već će se morati nositi s opasnostima u svemiru, kao što su mikrometeor i sunčane zrake. Proučene su dvije osnovne metode pretvorbe: fotonaponska i solarna dinamika. Većina analiza orbitalnih elektrana usmjerena je na fotonaponsku pretvorbu pomoću solarnih ćelija koje izravno pretvaraju sunčevu svjetlost u električnu energiju. Solarna dinamika koristi ogledala za koncentriranje svjetla na kotlu. Korištenje solarne dinamike moglo bi smanjiti masu po watu. Bežični prijenos energije bio je rano predložen kao sredstvo za prijenos energije iz prikupljanja na Zemljinu površinu, koristeći mikrovalnu ili lasersku zračenja na različitim frekvencijama.

### Lokacija u orbiti
Glavna prednost lociranja svemirske elektrane u geostacionarnoj orbiti jest to da geometrija antene ostaje konstantna i tako je jednostavnije držanje antena. Druga prednost je da je gotovo kontinuirani prijenos snage odmah dostupan čim se elektrana stavi u orbitu.

### Prijemnik na Zemlji
Antena na Zemlji vjerojatno bi se sastojala od mnogih kratkih dipolnih antena povezanih diodama. Mikrovalne emisije iz satelita bit će primljene u dipolima s oko 85% učinkovitosti. Kod konvencionalne mikrovalne antene, učinkovitost prijema je bolja, ali je i njegova cijena i složenost znatno veća. Antene vjerojatno će se protezati nekoliko kilometara.

## Troškovi lansiranja
Jedan od problema za koncept orbitalne elektrane je trošak lansiranja u svemir i količina materijala koji bi trebao biti lansiran.
Velik dio lansiranog materijala ne treba odmah dostaviti svojoj konačnoj orbiti, što povećava mogućnost da bi visoko-učinkoviti motori mogli premjestiti materijal za sustav solarne energije od niže Zemljine orbite do geostacionarne po prihvatljivoj cijeni. Primjeri uključuju ionske potisnike ili nuklearnu propulziju. Snaga emitiranja iz geostacionarne orbite putem mikrovalova nosi poteškoću da su potrebne veličine optičkog otvora vrlo velike. Na primjer, studija NASA-e orbitalne elektrane iz 1978. zahtijevala je antenu za odašiljanje promjera od 1 km i antene za primanje promjera od 10 km, za regentsku zraku na 2,45 GHz. Ove se veličine mogu donekle smanjiti korištenjem kraćih valnih duljina, iako imaju povećanu apsorpciju u atmosferi, čak i potencijalno začepljenje zrake kišom ili kapljicama vode.      
Da bi se stekao dojam o razmjeru problema, pretpostavlja se da je masa fotonaponske ploče 20 kg po kilovatu (bez obzira na masu nosive konstrukcije, antene ili bilo kakvu značajnu masu smanjenja bilo kojeg fokusa zrcala), 4 GW elektrana bi imala oko 80.000 tona, koja bi, u sadašnjim okolnostima, bila lansirana sa Zemlje. S procijenjenim troškovima serijskog pokretanja za HLLV-ove s utovarima od 500 do 800 milijuna dolara, te pokretanjem troškova za alternativne HLLV-ove na 78 milijuna dolara, ukupni troškovi lansiranja bi se kretali između 11 milijardi dolara  i 320 milijardi dolara. ]Za ove troškove treba dodati utjecaj na okoliš zbog misije za pokretanje velikih razmjera, ako se takvi troškovi koriste u usporedbi s proizvodnjom energije na zemlji. 
Za usporedbu, izravni troškovi novog ugljena ili nuklearne elektrane kreću se od 3 milijarde do 6 milijardi dolara po GW-u (ne uključujući ukupne troškove za okoliš od emisije CO2 ili skladištenja istrošenog nuklearnog goriva); drugi primjer je da su misije Apollo na Mjesecu koštale ukupno 24 milijarde dolara (dolara 1970.), uzimajući u obzir inflaciju, danas koštalo 140 milijardi dolara, skuplje od izgradnje Međunarodne svemirske postaje.

## Sigurnost
Korištenje mikrovalova za prijenos energije je najveći problem kod konstruiranja orbitalnih elektrana. Na Zemljinoj površini, predložene mikrovalne zrake bi imale maksimalni intenzitet u svom središtu, od 23. mW / cm 2 (manje od ¼  konstante sunčevog zračenja), te intenziteta manjeg od 1 mW /cm 2 izvan prijemnikovog perimetra. Ti podaci se uspoređuju s trenutnim ograničenjima izloženosti na radnom mjestu s mjerama  iz područja sigurnosti i zaštite zdravlja na radu  Sjedinjenih Država, koje su 10 mW / cm 2. Snop ovog intenziteta je, dakle, u njegovom središtu, slične veličine kao trenutna sigurnosna razina, čak i za dugoročnu izloženost. Izvan prijemnika, on je daleko manji od propisane sigurnosne vrijednosti. Preko 95% energije snopa pada na antenu. Preostala energija mikrovalova bit će apsorbirana i raspršena unutar standarda koji su trenutno nametnuti emisijama mikrovalova širom svijeta.  Za učinkovitost sustava važno je da se što više mikrovalnog zračenja fokusira na antenu. Izvan antene, mikrovalni intenzitet se brzo smanjuje, tako da okolni gradovi i ljudske aktivnosti ne bi trebali biti izloženi zračenju. 
Izlaganje zrakama može se minimizirati na druge načine. Na tlu je moguće kontrolirati fizički pristup (npr. Preko ograde), a tipični zrakoplovi koji lete kroz gredu pružaju putnicima zaštitnu metalnu oklop ( Faradayev kavez ), koja će presresti mikrovalove. Drugi zrakoplovi ( baloni, ultralight, itd.) mogu izbjeći izloženost promatranjem prostora za kontrolu zračnog prometa, kao što je trenutačno učinjeno za vojni i drugi kontrolirani zračni prostor. Intenzitet mikrovalne zrake na razini tla u središtu snopa bi bio projektiran i fizički ugrađen u sustav; jednostavno, predajnik bi bio previše udaljen i premalen da bi mogao povećati intenzitet na nesigurnim razinama, čak iu načelu.
Osim toga, ograničenje dizajna je da mikrovalna zraka ne smije biti toliko intenzivna da može ozlijediti divlje životinja, posebno ptice. Eksperimenti s namjernim mikrovalnim zračenjem na razumnim razinama nisu pokazali negativne učinke čak ni za više generacija.  Prijedlog je bio da se antene lociraju na pučini mora, ali to predstavlja ozbiljne probleme, uključujući koroziju, mehaničke naprezanja i biološku kontaminaciju.